# 曼特
曼特（Manti），又稱突厥饅頭、土耳其饅頭，是Dumpling的一種，在大多數突厥語族人群，以及南高加索、巴爾幹半島、中亞、阿富汗和中國穆斯林中都很受歡迎。曼特也從中亞開始向俄羅斯和前蘇聯國家中開始流行。 
這道菜通常由五香肉混合物组成，包括羊肉或碎牛肉。放在薄麵糰包裝紙中，煮或者蒸熟。大小和形状因地理位置而异。 曼特類似於餃子和包子，韓國饅頭、蒙古包子以及西藏饃饃。儘管現在指代的是不同的菜餚，但「曼特（Manti）」這個名字與漢字文化圈中的「饅頭」同源。   

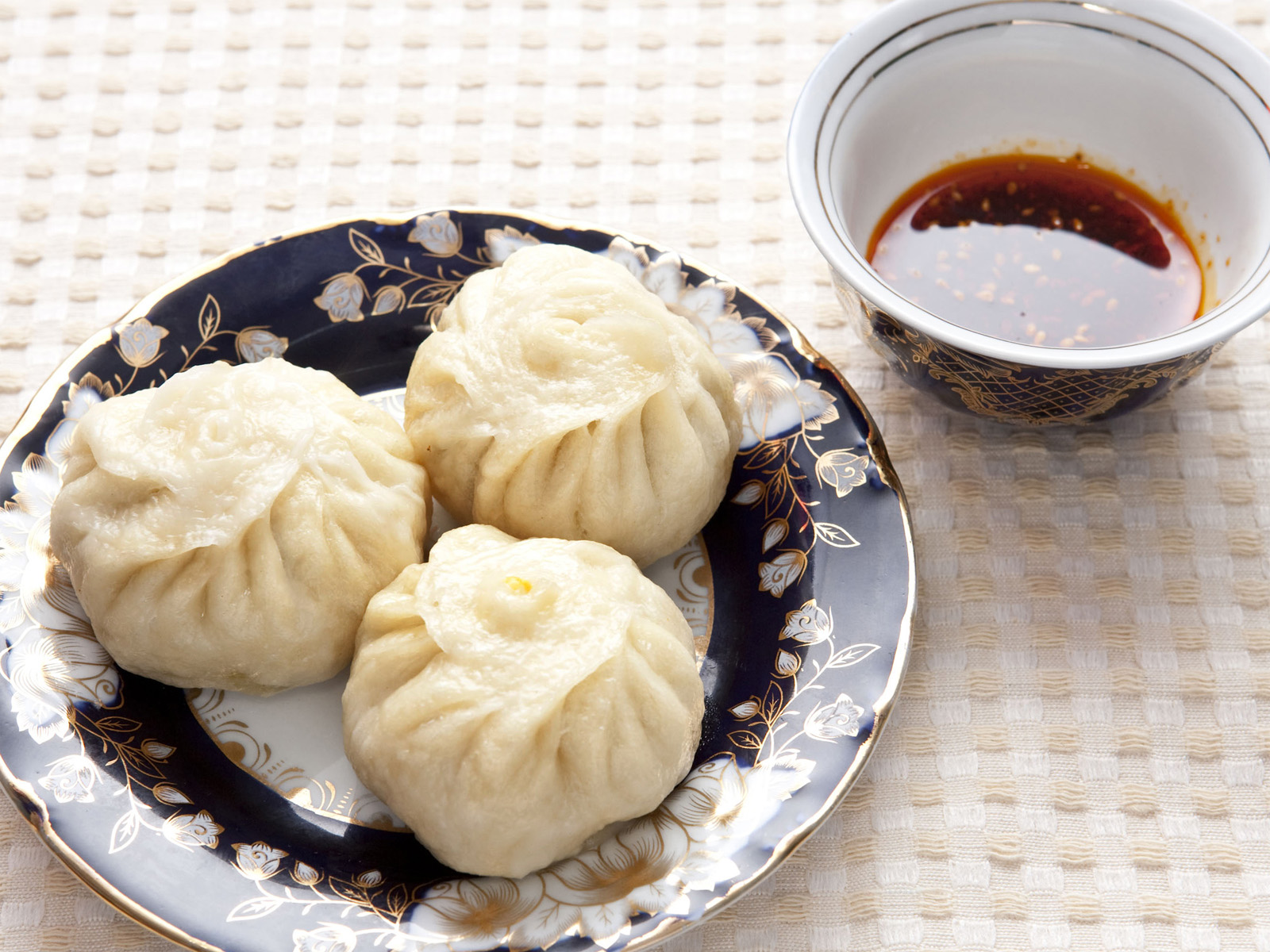
配辣椒醬的維吾爾式曼特

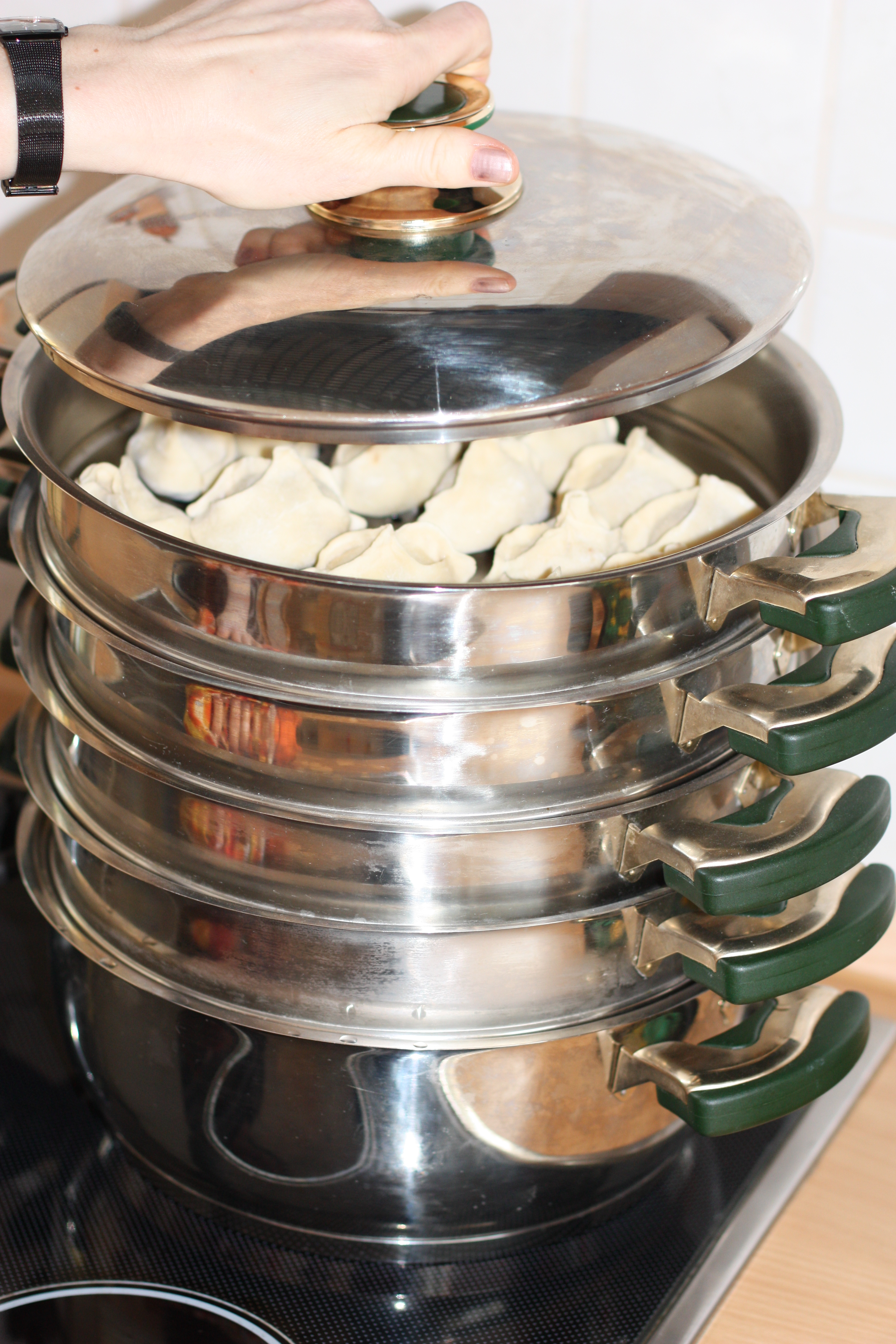
專門用來蒸曼特的鍋
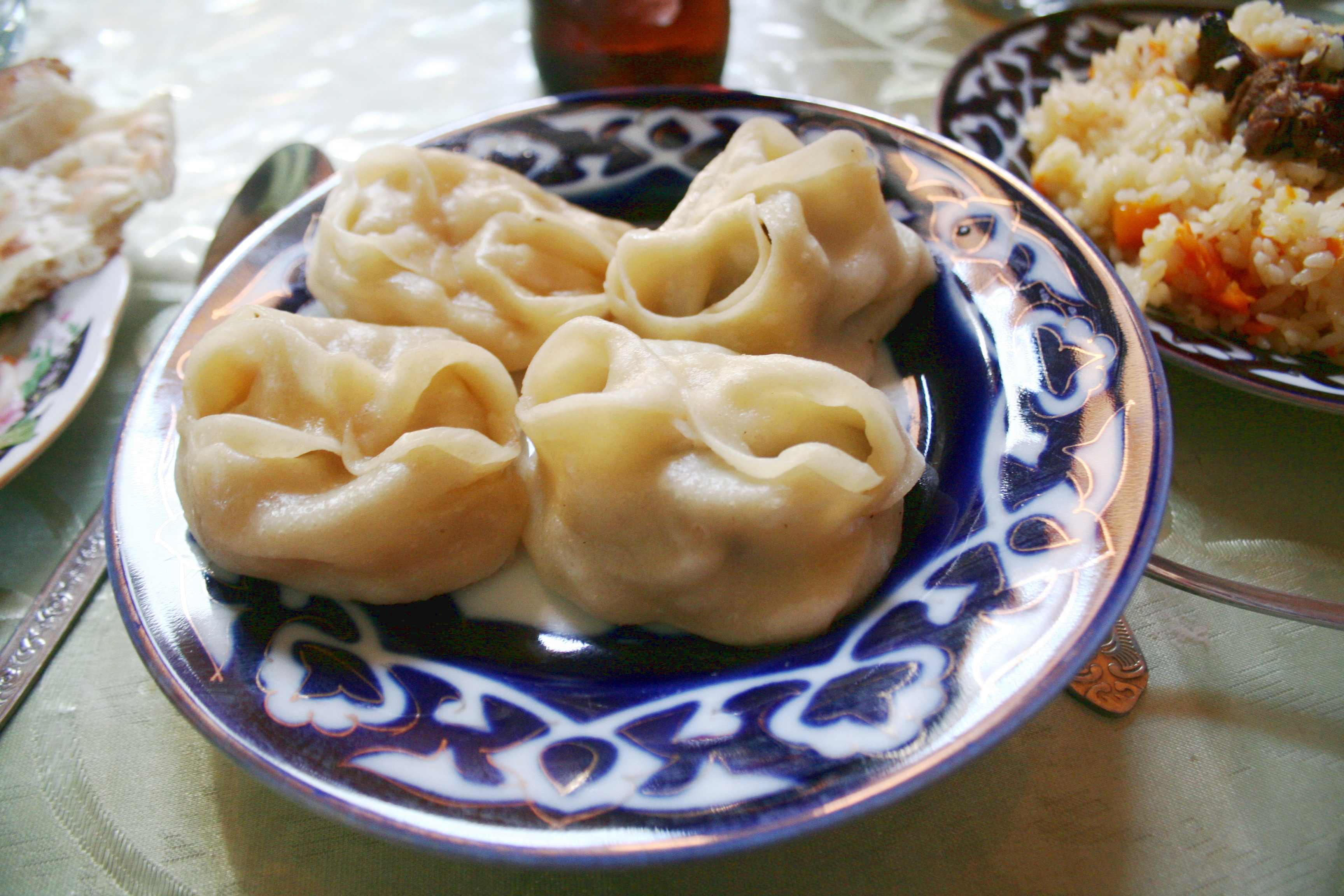
烏茲別克式曼特
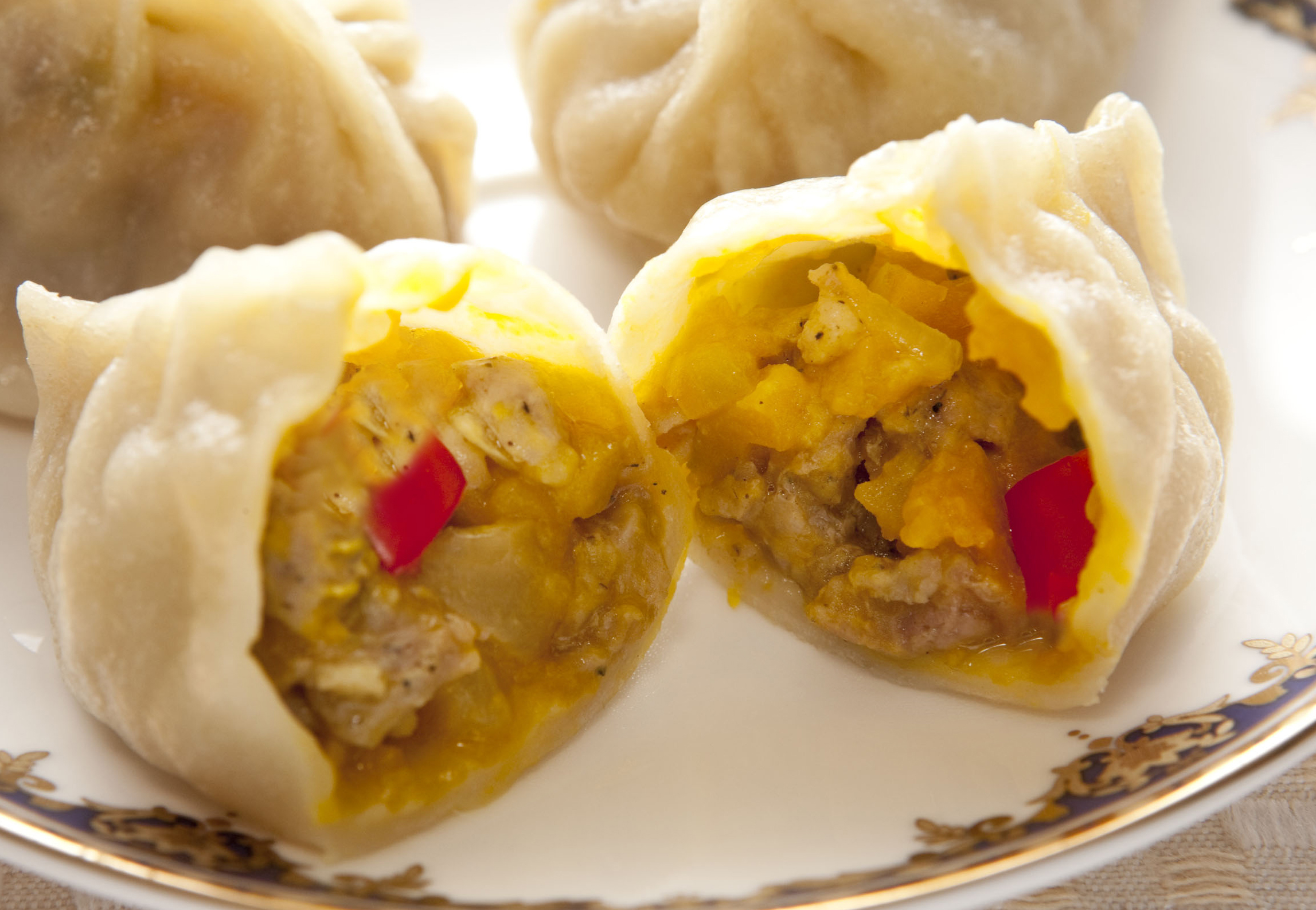
裝滿南瓜的曼特